# I Čong-un
I Čong-un (* 9. dubna 1988) je bývalá korejská zápasnice-judistka.

## Sportovní kariéra
V jihokorejské reprezentaci se pohybovala od roku 2007 v těžké váze nad 78 kg. Připravovala se na Národní sportovní univerzitě v Soulu. V roce 2008 prohrála nominaci na olympijské hry v Pekingu se stejně starou Kim Na-jong. V roce 2012 se na olympijské hry v Londýně nekvalifikovala. V poolympijské sezoně 2013 zaznamenala své největší úspěchy na mezinárodní scéně korunované třetím místem na mistrovství světa v Riu. Sportovní kariéru ukončila po sezoně 2015.

### Vítězství na mezinárodních turnajích
- 2010 - 1x světový pohár (Ulánbátar)

## Výsledky

### Váhové kategorie
| Turnaj            | 2007       | 2008       | 2009       | 2010       | 2011       | 2012       | 2013       | 2014       |
| Turnaj            | 19         | 20         | 21         | 22         | 23         | 24         | 25         | 26         |
| Turnaj            | těžká váha | těžká váha | těžká váha | těžká váha | těžká váha | těžká váha | těžká váha | těžká váha |
| ----------------- | ---------- | ---------- | ---------- | ---------- | ---------- | ---------- | ---------- | ---------- |
| Olympijské hry    |            | —          |            |            |            | —          |            |            |
| Mistrovství světa | —          |            | —          | —          | —          |            | 3.         | úč.        |
| Asijské hry       |            |            |            | —          |            |            |            | —          |
| Mistrovství Asie  | 3.         | —          | —          |            | —          | —          | 1.         |            |
| Univerziáda       | —          |            | 2.         |            | —          |            | —          |            |

### Bez rozdílu vah
| Turnaj            | 2007 | 2008 | 2009 | 2010 | 2011 | 2012 | 2013 | 2014 |
| Turnaj            | 19   | 20   | 21   | 22   | 23   | 24   | 25   | 26   |
| ----------------- | ---- | ---- | ---- | ---- | ---- | ---- | ---- | ---- |
| Mistrovství světa | —    | —    |      | —    | —    |      |      |      |
| Asijské hry       |      |      |      | —    |      |      |      |      |
| Mistrovství Asie  | 3.   | —    | —    |      |      |      |      |      |
| Univerziáda       | 2.   |      | —    |      | —    |      | 5.   |      |